# پنتلیس کاپتانوس
پنتلیس کاپتانوس (یونانی: Παντελής Καπετάνος؛ زادهٔ ۸ ژوئن ۱۹۸۳) یک بازیکن فوتبال اهل یونان است.
وی همچنین در تیم ملی فوتبال یونان بازی کرده‌است.